# Томсон, Рой
Рой Ге́рберт То́мсон (англ. Sir Roy Herbert Thomson, 5 июня 1894 — 4 августа 1976) — канадский медиамагнат. Основатель Thomson Corporation — одной из крупнейших медиагрупп мира.
Рой Герберт Томсон родился в Торонто в семье канадца Герберта Томсона и англичанки Элис Кумбс.
Во время Первой мировой войны учился в бизнес-колледже, из-за плохого зрения был признан негодным для прохождения службы. По окончании военных действий перебрался в Манитобу и занялся сельским хозяйством. Однако дело это не увенчалось успехом, и Томсон снова вернулся в Торонто, где пробовал найти себя в разных профессиях, одной из которых стала торговля радиоприёмниками. Но и здесь Томсон столкнулся с определёнными трудностями. Дело в том, что единственным регионом, где ему было разрешено осуществлять продажи, было Северное Онтарио. Особых перспектив у такого бизнеса не было. Но Томсон нашел выход из сложившейся ситуации, предоставляя не только приемники, но и определённую частоту (прототип современных радиостанций). И уже 3 марта 1931 года ему удалось выйти в эфир в Онтарио. После этого Томсон ещё некоторое время продавал приемники, но интерес к его «радиостанции» быстро угас.
В 1934 году Томсон приобрёл свою первую газету — «The Timmins Daily Press». А к 1949 году, кроме СМИ, владел несколькими различными компаниями, включая салоны красоты и мебельные фабрики, специализировавшиеся на изготовлении кухонь. В начале 50-х годов у него уже было 19 газет и должность президента Ассоциации издателей ежедневных газет Канады (Canadian Daily Newspaper Publishers Association). В это же время Томсон предпринимает первые попытки завоевания британского медиа-рынка, выпуская «Canadian Weekly Review» — газету, рассчитанную на канадцев, проживающих в Британии. В конце концов, он переезжает в Эдинбург, где в 1952 году покупает газету «The Scotsman».
В 1959 году Томсон выкупает медиаконцерн Кемсли — крупнейшее газетное предприятие Британии на тот момент (наиболее известная из выпускаемых им газет — «The Sunday Times»).
С каждым годом империя Томсона разрасталась, и к началу 60-х годов в его владении было больше 200 газет в Канаде, Великобритании и США. А в 1966 году Томсон выкупил символ качественной английской прессы — газету «The Times». С этого времени его стали называть бароном с Флит-стрит.
В 70-е годы Томсон объединился с Полом Гетти, организовав предприятие по добыче нефти в Северном море.
Томсон скончался в Лондоне в 1976 году, оставив своё дело сыну — Кеннету Томсону, который получил в наследство не только Thomson Corporation, но и титул, став новым бароном с Флит-стрит.